# Alain Le Beuze
Alain Le Beuze est un poète français, né en 1958 à Quimperlé. Il est enseignant en lettres à Brest. 
Il a fondé la revue Poésie-Bretagne, avec Paol Keineg et Denis Rigal, en 1983. Il a  aussi collaboré aux revues La Canopée, Europe, La Revue des Belles Lettres et aux magazines DEdiCate et Cimaise. 
En 1998, il reçoit le prix de la Fédération des Bretons de Paris.

## Filmographie
- Ouessant, le livre d'artiste, contrechamp Productions, 2003.
- Lumière apprivoisée, genèse d'un vitrail, Contrechamp Productions, 2005.

## Pour approfondir